# Phryganopteryx rothschildi
Phryganopteryx rothschildi là một loài bướm đêm thuộc phân họ Arctiinae, họ Erebidae.